# トラック野郎・天下御免
『トラック野郎・天下御免』（トラックやろう・てんかごめん）は、1976年（昭和51年）12月25日公開の日本映画。菅原文太主演、東映製作・配給による「トラック野郎シリーズ」第4作。
12億8197万円の配給収入を記録、1977年（昭和52年）の邦画配給収入ランキングの第4位となった。シリーズ2作目『トラック野郎・爆走一番星』に次ぐ2番目の配給収入を記録した。

## ストーリー
奥入瀬橋の開通式で祝辞を述べるチョビ髭の代議士（金子信雄）。長々と続く演説に開通を待ちわびるトラック野郎達は苛立ちを隠せない。だがテープカットの瞬間、星桃次郎（菅原文太）の一番星号と松下金造（愛川欽也）のジョナサン号が颯爽と登場して代議士へ排気ガスを一発浴びせ、さらにはテープとくす玉を割って堂々と走り初めを行った。彼らの目的地は愛媛県宇和島市である。
四国に渡った桃次郎は、コンクリートミキサー車「姫だるま」と悶着を起こし、ミキサー車軍団による追跡を受ける。運転していた須田雅美（マッハ文朱）にはキスで不意をつき、男の運転手たちとの乱闘には勝利したものの、雅美の反撃でノックアウトされてしまう。
気を取り直して先を急ぐ桃次郎の前に、大塚いく子（鶴間エリ）と南リカという女子大生2人が現れる。ヒッチハイカーの彼女たちを乗せて進む一番星号。途中、尿意を訴えるいく子（いく子曰く、本当は大小兼用）に釣られ便意を催した桃次郎ら2人は寺のトイレに急ぐ。都合よく用を足したらエッチをする話にもなったが、桃次郎がノックや声掛けで催促した個室から出てきた巡礼姿の我妻和歌子（由美かおる）にまたも一目惚れを起こし、便意も忘れ執拗に催促してくるいく子を完全否定して必死に良識人を取り繕う。
一方のジョナサンは、四国八十八箇所の巡礼をする母子を同乗させる。その娘は我妻和歌子だった。和歌子に恋心を寄せるジョナサンは「独身」「妻とは死別した」などと言ってしまう。
帰路、岡山県倉敷市にあるドライブイン「かざぐるま」で、ジョナサンは店主の亀頭黒光（鳳啓助）・姫代（京唄子）夫婦から相談を受ける。亀頭夫妻には実子がいないため、松下家の三女・サヤ子（吉田利香）を養女に引き取りたいのだという。反対したジョナサンだったが、川崎に帰ると、サヤ子が出遅れて土産をもらい損ねてしまう様を見て考えを改める。妻の君江（春川ますみ）も、電話で相談してきた夫妻の意思に同意し、ジョナサンにも養子縁組を勧めた。その後、亀頭夫妻は川崎を訪れ、直に君江と交渉していた。
後日、「かざぐるま」で食事中の桃次郎とジョナサンの前に、サヤ子を伴って君江が現れる。妻に説得されて養女となった。
夜、「かざぐるま」で寛ぐ桃次郎の前に、コリーダこと須田勘太（杉浦直樹）が現れ、メイン行灯（あんどん）をかけたワッパ勝負を挑んできた。腕前は拮抗していたが、一番星号の前に坂口千津（松原智恵子）が飛び出してくる。間一髪で接触事故は避けたものの、千津は妊婦であり、しかも産気づいていた。慌てて探し当てた老婆（浦辺粂子）の助けで元気な赤ん坊が産まれるも、勝負に負けた一番星号は「一番星」のメイン行灯を取られてしまう。
「元は夫婦で運送業をしており、運転もしていた」という千津は、桃次郎の紹介で「かざぐるま」でウエイトレスとして働き始める。子供の名付けを桃次郎に頼むと、女の子だったため「桃子」と名づけた。時を同じくして、我妻和歌子も「かざぐるま」でウエイトレスとなっていた。美大出身の彼女は倉敷の伝統織物「花筵」に興味を持っており、アルバイト先を探していたのである。そんな彼女に「かざぐるま」を勧めたのはジョナサンであった。
その頃、ジョナサンは「白ナンバーでは生活が安定しないから」という理由もあり、妻の勧めで運送会社に勤めるようになっていた。ある日、彼はバーストした際にボロ松（沢竜二）という運転手と知り合う。彼が千津の夫・坂口松男だとは知る由もなかった。
ジョナサンと和歌子の写真は松下家に波紋を投げかけ、妻と子供たちは家出してしまう。訪れた桃次郎にも八つ当たりしてしまうジョナサン。
桃次郎はサヤ子にラブレターを託し、和歌子に気持ちを伝えようとするが、亀頭夫妻の誤解から千津に手紙が渡ってしまう。当惑しながらも桃次郎に惹かれる千津。気持ちを上手く伝えられない彼女は、トラック乗り御用達のこの番組なら桃次郎も聞いているものと考え、ラジオ番組『いすゞ歌うヘッドライト』に手紙を出す。しかし、DJの岡村美鈴が読み上げる内容を聞いた桃次郎は、ウエイトレスという職業から和歌子の手紙と勘違いしてしまう。リクエストの『五木の子守唄』が流れる中、夜道を一番星号が疾走する。
メイン行灯を取り戻そうと、桃次郎はコリーダに再勝負を申し込む。コリーダは正装した雅美を伴っており、「妹だ」と紹介、「のし（妹）をつけて行灯は返す」という。この前の一件で、雅美は桃次郎に恋をしていた。さらに、雅美は和歌子の高校時代のバレー部の後輩であった。再会を喜ぶ2人。コリーダ自身は「和歌子に結婚を申し込むつもり」という。勝手な成り行きに桃次郎が怒ったため、両者はレースの日取りを決めた。
勝負の日、コリーダは来ない。聞けば和歌子を松山に送っていったという。慌てて追いかける桃次郎。成り行きで、レースではなく喧嘩での勝負が始まった。みかん工場から海岸に移動したところで、雅美が生コンクリートを2人に浴びせたため勝負は中断。コリーダは桃次郎の主張を認め、のしを付けずに行灯を返した。
トラック仲間の計らいでジョナサンを「かざぐるま」に足止めし、「ジョナサンが重傷」と騙して君江と子供たちをおびき寄せる。その甲斐あって松下家は和解を果たすが、いつもの「子供の点呼」でサヤ子不在の大きさを知る。そんな中、姫代が懐妊したこともあり、サヤ子も戻って松下家は元通りとなった。しかし、桃次郎の手紙が千津に渡っていたことが露見。桃次郎と千津は動揺する。
桃次郎はあくまでも和歌子との恋を成就させようとしていたが、和歌子の母が倒れたことを知る。和歌子の母は、夫亡き後1人でみかん山を切り盛りしていたが、300万円の借金を背負ってしまったという。和歌子はその事実を叔父の北原（殿山泰司）から聞かされ、悲嘆に暮れる。
コリーダの助言で宇和島の闘牛に賭けた桃次郎は、見事勝利して配当金を手にする。だが、和歌子は先輩の伊沢正和（誠直也）と心惹かれ合う仲になっていた。それを知って身を引く桃次郎。
傷心の桃次郎が燻る「かざぐるま」に、ジョナサンから松男が見つかったとの電話が入る。しかし、事故に遭い入院しているという。ジョナサンは、松男が受けていた「鳥取の境港から京都市中央卸売市場第一市場まで20トンの荷を運ぶ」という仕事の代行を桃次郎に頼んでくる。松男の信用問題になるという。桃次郎は千津を説得して京都行きを承諾させ、倉敷から境港にトラックを飛ばす。そして荷を積み込み京都へ。途中、千津がハンドルを握る局面もあったが、荷物と妻子を時間までに何とか送り届けた。病室で坂口一家の再会を見届けた桃次郎とジョナサンはそっと去っていく。病室には、闘牛の配当金を収めた包みが残されていた。それを開けた千津は2人を追うが、残っていたのは降りしきる雪の上のタイヤの跡だけだった。

## スタッフ
- 監督 - 鈴木則文
- 企画 - 高村賢治、天尾完次
- 脚本 - 鈴木則文、中島信昭
- 音楽 - 木下忠司
- 主題歌 - 菅原文太、愛川欽也（東芝EMI/東芝レコード[3]）
  - 一番星ブルース（作詞:阿木燿子 / 作曲:宇崎竜童 / 編曲:ダウン・タウン・ブギウギ・バンド）
- 挿入歌 - 由美かおる（ミノルフォンレコード）
  - 夜のひとりごと（作詞:岡田冨美子 / 作曲:橋本國孝 / 編曲:京建輔）
- 撮影 - 仲沢半次郎
- 照明 - 梅谷茂
- 録音 - 広上益弘
- 美術 - 桑名忠之
- 編集 - 鈴木弘始
- スチール - 加藤光男
- 助監督 - 深町秀照、澤井信一郎
- 企画協力 - （株）カントリー
- 協力
  - ホテル奥道後
  - 愛媛阪神フェリー
  - （株）由加丸
  - （株）モ・ブル
  - アートトラックグループ哥麿会
- 現像 - 東映化学
- 製作 - 東映

## 出演
- 星桃次郎（一番星） - 菅原文太
- 我妻和歌子 - 由美かおる（西野バレエ団）
- 坂口千津 - 松原智恵子
- 松下君江（母ちゃん） - 春川ますみ
- 須田雅美 - マッハ文朱
- 坂口松男（ボロ松） - 沢竜二
- 春日 - 宮内洋（クレジットのみで未登場[4][5]）
- 伊沢正和 - 誠直也
- 死体の男 - 由利徹
- 田中 - 笑福亭鶴光
- 三木 - 笑福亭鶴瓶
- 車金融の主人 - 南利明
- さすらいのギャンブラー - 鈴木ヤスシ
- 警官大村 - 汐路章
- 岡村美鈴 - 『いすゞ歌うヘッドライト』のDJ・岡村美鈴自身の役。
- 大塚いく子 - 鶴間エリ
- 北原 - 殿山泰司
- 老婆 - 浦辺粂子
- 一発屋 - 佐藤晟也
- 田村 - 日尾孝司
- 津軽富士 - 相馬剛三
- 我妻久枝 - 山本緑
- マル浜 - 河合絃司
- 京一 - 大木晤郎
- 佐久の恋太郎 - 高月忠
- 上州無宿 - 須賀良
- 係員 - 山田光一
- 黒田武士 - 幸英二
- 磯の小源太 - 宮地謙吾
- 遠州仁義 - 城春樹
- 菊水丸 - 沢田浩二
- 備州丸 - 司裕介
- 奈辺悟
- 歌麿 - 宮崎靖男
- 芸州丸 - 原田君事
- 南リカ - 駒井まゆみ
- 初枝 - 蓮見里美
- 竹美 - 結城なほ子
- 梅子 - 遠藤薫
- 秋山武史
- 上田 - 高橋利道
- ミキサー車運転手 - 栗原敏
- 国松 - 高木哲也
- 近藤典弘
- 松下幸之助 - 梅地徳彦
- 松下幸次郎 - 梅津昭典
- 松下美智子 - 白取雅子
- 松下華子 - 菊地優子
- 松下幸三郎 - 大久保純
- 松下サヤ子 - 吉田利香
- 松下由美 - 角所由美
- 松下幸四郎 - 東剛
- 松下幸五郎 - 吉崎勝一
- 松下幸六郎 - 吉田絵里
- 佐伯由布紀
- 代議士 - 金子信雄
- 亀頭姫代 - 京唄子
- 亀頭黒光（ムッシュ） - 鳳啓助
- 須田勘太（コリーダ） - 杉浦直樹
- 松下金造（やもめのジョナサン） - 愛川欽也
- 以下ノンクレジット
  - 坂口桃子 - 豊島隆[要出典]
  - 警察署長 - 高野隆志[要出典]
  - 運転手 - 泉福之助、美原亮、大島博樹[要出典]

## 備考
ロケ地
奥入瀬橋：東京都西多摩郡奥多摩町の奥多摩湖にかかる三頭橋（奥多摩周遊道路）
芸文社カミオン：鈴木則文監督の没10年、本作のライバル車「コリーダ丸」の所有者である椎名急送(由加丸)の椎名均社長の没1年に合わせ2024年6月号、7月号に「大人の自由研究 第6弾(前編・後編)」として、ロケ地の写真とコメントが書かれた企画が掲載になった。ロケ地となった愛媛県、岡山県、京都府、埼玉県、千葉県、東京都、鳥取県、島根県が網羅された内容になっている。
企画
岡田茂東映社長は由美かおるが御ヒイキ。1975年に自身の企画した『五月みどりのかまきり夫人の告白』がヒットしたため、当初五月みどり主演第二弾として今東光原作『こつまなんきん』を企画していた。しかし途中から五月を別映画にスライドし、主演を由美に変え、1976年年頭1月7日の東映記者会見では『こつまなんきん』を同年のゴールデンウイーク映画『新仁義なき戦い 組長最後の日』との併映を発表した。しかし『こつまなんきん』は製作されず、本作のマドンナにスライドしたものと見られる。内容は当初、サーカス団を舞台にしてタイトルも『一番星とサーカスの花』の予定だった。由美は当時20代半ば、鈴木則文が「由美かおるは空中ブランコの美少女、タイツ姿も似合うでしょう」と提案すると岡田は「そうや、ぴったしやないか」と膝を打ったが、撮影を予定していた木下サーカスから、脚本にあるサーカスのイメージが古過ぎるなどのクレームが付き、サーカスは中止。由美本人もその設定に張り切っていたが、由美の設定は、空中ブランコの美少女から美術大学出身のデザイナーに変更され内容、タイトルも変更された。
最強の女
毎回、ライバルが喧嘩（と運転技術）で桃次郎と互角の勝負をしているが、マッハ文朱演じる須田雅美は、一対一の喧嘩で桃次郎をノックアウトさせた唯一の人物である（パンチ攻撃から投げの連発と蹴り、という連続攻撃から飛行機投げに転じ、ダウンした桃次郎を締め技で落とした）。
関連玩具
前々作『トラック野郎・爆走一番星』に引き続き、本作での桃次郎のトラックが、ポピー（現：バンダイ）の「ポピニカ」より「トラック野郎 天下御免」としてキット化された。ギミックは『爆走一番星』の「トラック野郎 生まれてすみません」同様、乾電池によるコンテナ部のライトの点灯。
テレビ放送
2014年12月4日に、菅原文太（11月28日に死去）の追悼企画としてテレビ東京の『午後のロードショー』で本作が放送された。
ネット配信
2024年1月1日より、YouTubeの「東映シアターオンライン」から同年1月15日まで期間限定で無料配信。シリーズでは『トラック野郎 爆走一番星』に続く。

## 同時上映
『河内のオッサンの唄 よう来たのワレ』
- 脚本：松本功・高田純・関本郁夫／監督：斉藤武市／主演：川谷拓三
- ミス花子が歌った同名のコミックソングを題材にし、11月17日に公開された『河内のオッサンの唄』の続編。4作目にして、初の非アクション映画とのカップリングとなった。